# Svetomir Nikolajević
Svetomir Nikolajević (Raduša, 21 settembre 1844 – Belgrado, 18 aprile 1922) è stato un politico serbo, primo ministro del Regno di Serbia dal 3 aprile al 27 ottobre 1894.
Tra i fondatori del partito popolare radicale, ha ricoperto anche la carica di sindaco di Belgrado e di Ministro degli Interni.
È stato inoltre tra i fondatori della Croce Rossa serba.
Fu membro della loggia massonica Svetlost Balkana (La Luce dei Balcani) di Belgrado e nel 1890 fu tra i fondatori di una nuova loggia denominata  Pobratim, alle dipendenze della Gran Loggia Simbolica d'Ungheria, che ebbe un notevole successo e che nel 1899 arrivò  a contare oltre 90 membri.